# Axídares
Axídares (em armênio: Աշխադար; romaniz.: Ašχadar; em latim: Axidares; em grego: Αξιδάρης; romaniz.: Axidáres; m. 113), também chamado Exedares ou Exedates, foi um príncipe parta do final do século I e início do II que serviu como rei cliente romano da Armênia. 

## Nome
Axídares (Axidares; Αξιδάρης, Axidárēs) é a forma latina e grega do armênio Ascadar (Աշխադար, Ašχadar), cuja origem é iraniana e está vinculado a outros nomes como Ascudar (Askudа̄r) e Iscudar (Iskudа̄r).

## Vida
Axídares era um dos três filhos do xainxá Pácoro II (r. 78–110) de uma mãe anônima. Através de seu pai, era membro da casa real parta, portanto, parente da dinastia arsácida da Armênia. Sucedeu a seu parente Sanatruces I como rei quando ele morreu em 110, reinado até 113. Sua nomeação ocorreu por intermédio  de seu tio paterno, o xainxá Osroes I (r. 109–116), mas sem a consulta prévia dos romanos. Embora os romanos apoiassem a realeza de Axídares, o imperador Trajano (r. 98–117) viu a ação de Osroes como um convite à guerra com a Pártia. Por considerar Axídares incapaz de governar e para evitar entrar em guerra com Trajano, Osroes I depôs Axídares e o substituiu por seu outro irmão Partamásiris.